# Варачино (Сумский район)
Варачино (укр. Варачине) — посёлок,
Кияницкий сельский совет,
Сумский район,
Сумская область,
Украина.
Код КОАТУУ — 5924785902. Население по переписи 2001 года составляло 62 человека. 23 июля 2025 был захвачен российскими войсками.

## Географическое положение
Посёлок Варачино находится недалеко от истоков реки Снагость в 1,5 км от села Новониколаевка.
По посёлку протекает пересыхающий ручей с запрудой.